# 1444
Il 1444 (MCDXLIV in numeri romani) è un anno bisestile del XV secolo.

## Eventi
- 2 marzo – Formazione della Lega di Alessio.
- 28 maggio – Tregua di Tours: Temporaneo trattato di pace tra Enrico VI d'Inghilterra e Carlo VII di Francia.
- 15 giugno – Cosimo il Vecchio fonda la Biblioteca Laurenziana.
- 15 agosto – Pace di Szeged (Trattato di Adrianopoli): A termine della crociata cristiana contro gli ottomani, indetta l'anno precedente da Papa Eugenio IV, il sultano Murad II dell'Impero ottomano ed il re Ladislao del Regno d'Ungheria siglano un accordo di pace, molto favorevole al sovrano cristiano.
- 10 novembre – Battaglia di Varna, i Turchi Ottomani sconfiggono gli ungheresi.

## Nati
- 7 gennaio - Pandolfo Collenuccio, umanista, storico e poeta italiano († 1504)
- 28 gennaio - Francesco de' Pazzi, banchiere e politico italiano († 1478)
- 24 febbraio - Felino Sandeo, giurista e vescovo cattolico italiano († 1503)
- 15 marzo - Francesco Gonzaga, cardinale e vescovo cattolico italiano († 1483)
- 3 aprile - Barbara Manfredi, nobile († 1466)
- 22 aprile - Elisabetta di York, principessa inglese († 1503)
- 14 giugno - Nīlakaṇṭha Somayāji, matematico e astronomo indiano († 1544)
- 28 giugno - Carlotta di Cipro, principessa († 1487)
- 6 agosto - Niccolò Ridolfi, politico italiano († 1497)
- 25 novembre - Pietro Dolfin, abate, umanista e teologo italiano († 1525)
- Jacopo Antiquari, umanista italiano († 1512)
- Albertino da Busto, religioso e educatore italiano († 1519)
- Eustochio Bellini, religiosa italiana († 1469)
- Bramante, architetto e pittore italiano († 1514)
- Santo Brasca, diplomatico e viaggiatore italiano († 1522)
- Antonio De Ferraris, medico, filosofo e astronomo italiano († 1517)
- Lancellotto Decio, giurista italiano († 1500)
- Gastone di Foix-Navarra, nobile († 1470)
- Domenico Giacobazzi, cardinale e vescovo cattolico italiano († 1527)
- Giovanni di Stefano, scultore e pittore italiano
- Diego Hurtado de Mendoza y Quiñones, cardinale e patriarca cattolico spagnolo († 1502)
- Giovanna Malatesta, nobildonna italiana († 1511)
- Lucio Marineo Siculo, umanista, storico e poeta italiano († 1533)
- Muhammad XIII di Granada, sultano
- Mōri Toyomoto, militare giapponese († 1476)
- Giovanna di Nassau-Dillenburg, nobile tedesca († 1468)
- Ferdinando Ponzetti, cardinale e vescovo cattolico italiano († 1527)
- Bartolomeo Senarega, diplomatico e storico italiano († 1514)
- Galeazzo Maria Sforza, italiano († 1476)
- Timoteo da Monticchio, presbitero italiano († 1504)
- John Woodville, nobile inglese († 1469)

## Morti
- 10 febbraio - Luís Gonçalves do Amaral, cardinale e vescovo cattolico portoghese
- 11 febbraio - Amédée de Talaru, cardinale e arcivescovo cattolico francese
- 13 febbraio - Niccolò Speciale, politico italiano
- 14 febbraio - Enrichetta di Mömpelgard, nobile tedesca (n. 1387)
- 3 marzo - Filippo di Savoia, nobile (n. 1417)
- 7 marzo - François de Meez, cardinale e vescovo cattolico francese
- 9 marzo - Leonardo Bruni, politico, scrittore e umanista italiano (n. 1370)
- 4 aprile - Renault de Chartres, cardinale e arcivescovo cattolico francese
- 6 aprile - Giovanni Caprèolo, teologo francese (n. 1380)
- 20 maggio - Bernardino da Siena, francescano, teologo e predicatore italiano (n. 1380)
- 20 maggio - Margherita di Kleve, principessa (n. 1416)
- 27 maggio - John Beaufort, I duca di Somerset, militare inglese (n. 1404)
- 2 giugno - Alessandro di Masovia, patriarca cattolico polacco (n. 1400)
- 23 giugno - Marco di Efeso, vescovo ortodosso bizantino (n. 1392)
- 8 luglio - Pier Paolo Vergerio il vecchio, umanista e pedagogista italiano (n. 1370)
- 22 luglio - Oddantonio II da Montefeltro, nobile, politico e condottiero italiano (n. 1427)
- 24 agosto - Matteo Boniperti, vescovo cattolico italiano
- 27 agosto - Hynek Ptáček di Pirkštejn, nobile e politico boemo (n. 1404)
- 12 settembre - Angelotto Fosco, cardinale italiano
- 25 settembre - Gianfrancesco Gonzaga, condottiero italiano (n. 1395)
- 30 settembre - Felicia Meda, religiosa italiana
- 15 ottobre - Niccolò Piccinino, condottiero italiano (n. 1386)
- 10 novembre - Giuliano Cesarini, cardinale italiano (n. 1398)
- 10 novembre - Ladislao III di Polonia, re (n. 1424)
- 29 novembre - Ciarpellone, condottiero italiano
- Joseph Albo, filosofo e rabbino spagnolo (n. 1380)
- Robert Campin, pittore fiammingo
- Antonio Cassarino, umanista, oratore e filologo classico italiano (n. 1379)
- Donato Ferrario, mercante italiano
- Smeraldo di Giovanni, pittore italiano (n. 1365)
- Olivera Despina, principessa serba (n. 1372)
- Giovanni Morelli, politico e scrittore italiano (n. 1371)
- Ottaviano Nelli, pittore e miniatore italiano (n. 1375)
- Giovanni Pachino, giurista italiano
- Giovanna II d'Albret, nobile francese (n. 1425)
- Andrea da Ratisbona, storico tedesco (n. 1380)
- Giovanna di Baviera-Landshut, duchessa (n. 1413)
- Elisabetta di Brunswick-Göttingen, nobildonna tedesca

## Calendario
| Calendario 1444 | Calendario 1444 | Calendario 1444 | Calendario 1444 | Calendario 1444 | Calendario 1444 | Calendario 1444 | Calendario 1444 | Calendario 1444 | Calendario 1444 | Calendario 1444 | Calendario 1444 | Calendario 1444 | Calendario 1444 | Calendario 1444 | Calendario 1444 | Calendario 1444 | Calendario 1444 | Calendario 1444 | Calendario 1444 | Calendario 1444 | Calendario 1444 | Calendario 1444 | Calendario 1444 | Calendario 1444 | Calendario 1444 | Calendario 1444 | Calendario 1444 | Calendario 1444 | Calendario 1444 | Calendario 1444 | Calendario 1444 | Calendario 1444 |
| --------------- | --------------- | --------------- | --------------- | --------------- | --------------- | --------------- | --------------- | --------------- | --------------- | --------------- | --------------- | --------------- | --------------- | --------------- | --------------- | --------------- | --------------- | --------------- | --------------- | --------------- | --------------- | --------------- | --------------- | --------------- | --------------- | --------------- | --------------- | --------------- | --------------- | --------------- | --------------- | --------------- |
|                 | 1               | 2               | 3               | 4               | 5               | 6               | 7               | 8               | 9               | 10              | 11              | 12              | 13              | 14              | 15              | 16              | 17              | 18              | 19              | 20              | 21              | 22              | 23              | 24              | 25              | 26              | 27              | 28              | 29              | 30              | 31              |                 |
| Gennaio         | Me              | Gi              | Ve              | Sa              | Do              | Lu              | Ma              | Me              | Gi              | Ve              | Sa              | Do              | Lu              | Ma              | Me              | Gi              | Ve              | Sa              | Do              | Lu              | Ma              | Me              | Gi              | Ve              | Sa              | Do              | Lu              | Ma              | Me              | Gi              | Ve              |                 |
| Febbraio        | Sa              | Do              | Lu              | Ma              | Me              | Gi              | Ve              | Sa              | Do              | Lu              | Ma              | Me              | Gi              | Ve              | Sa              | Do              | Lu              | Ma              | Me              | Gi              | Ve              | Sa              | Do              | Lu              | Ma              | Me              | Gi              | Ve              | Sa              |                 |                 |                 |
| Marzo           | Do              | Lu              | Ma              | Me              | Gi              | Ve              | Sa              | Do              | Lu              | Ma              | Me              | Gi              | Ve              | Sa              | Do              | Lu              | Ma              | Me              | Gi              | Ve              | Sa              | Do              | Lu              | Ma              | Me              | Gi              | Ve              | Sa              | Do              | Lu              | Ma              |                 |
| Aprile          | Me              | Gi              | Ve              | Sa              | Do              | Lu              | Ma              | Me              | Gi              | Ve              | Sa              | Do              | Lu              | Ma              | Me              | Gi              | Ve              | Sa              | Do              | Lu              | Ma              | Me              | Gi              | Ve              | Sa              | Do              | Lu              | Ma              | Me              | Gi              |                 |                 |
| Maggio          | Ve              | Sa              | Do              | Lu              | Ma              | Me              | Gi              | Ve              | Sa              | Do              | Lu              | Ma              | Me              | Gi              | Ve              | Sa              | Do              | Lu              | Ma              | Me              | Gi              | Ve              | Sa              | Do              | Lu              | Ma              | Me              | Gi              | Ve              | Sa              | Do              |                 |
| Giugno          | Lu              | Ma              | Me              | Gi              | Ve              | Sa              | Do              | Lu              | Ma              | Me              | Gi              | Ve              | Sa              | Do              | Lu              | Ma              | Me              | Gi              | Ve              | Sa              | Do              | Lu              | Ma              | Me              | Gi              | Ve              | Sa              | Do              | Lu              | Ma              |                 |                 |
| Luglio          | Me              | Gi              | Ve              | Sa              | Do              | Lu              | Ma              | Me              | Gi              | Ve              | Sa              | Do              | Lu              | Ma              | Me              | Gi              | Ve              | Sa              | Do              | Lu              | Ma              | Me              | Gi              | Ve              | Sa              | Do              | Lu              | Ma              | Me              | Gi              | Ve              |                 |
| Agosto          | Sa              | Do              | Lu              | Ma              | Me              | Gi              | Ve              | Sa              | Do              | Lu              | Ma              | Me              | Gi              | Ve              | Sa              | Do              | Lu              | Ma              | Me              | Gi              | Ve              | Sa              | Do              | Lu              | Ma              | Me              | Gi              | Ve              | Sa              | Do              | Lu              |                 |
| Settembre       | Ma              | Me              | Gi              | Ve              | Sa              | Do              | Lu              | Ma              | Me              | Gi              | Ve              | Sa              | Do              | Lu              | Ma              | Me              | Gi              | Ve              | Sa              | Do              | Lu              | Ma              | Me              | Gi              | Ve              | Sa              | Do              | Lu              | Ma              | Me              |                 |                 |
| Ottobre         | Gi              | Ve              | Sa              | Do              | Lu              | Ma              | Me              | Gi              | Ve              | Sa              | Do              | Lu              | Ma              | Me              | Gi              | Ve              | Sa              | Do              | Lu              | Ma              | Me              | Gi              | Ve              | Sa              | Do              | Lu              | Ma              | Me              | Gi              | Ve              | Sa              |                 |
| Novembre        | Do              | Lu              | Ma              | Me              | Gi              | Ve              | Sa              | Do              | Lu              | Ma              | Me              | Gi              | Ve              | Sa              | Do              | Lu              | Ma              | Me              | Gi              | Ve              | Sa              | Do              | Lu              | Ma              | Me              | Gi              | Ve              | Sa              | Do              | Lu              |                 |                 |
| Dicembre        | Ma              | Me              | Gi              | Ve              | Sa              | Do              | Lu              | Ma              | Me              | Gi              | Ve              | Sa              | Do              | Lu              | Ma              | Me              | Gi              | Ve              | Sa              | Do              | Lu              | Ma              | Me              | Gi              | Ve              | Sa              | Do              | Lu              | Ma              | Me              | Gi              |                 |